# Эусизия
Эусизия (порт. Eucísia)  —  бывший район (фрегезия) в Португалии,  входил в округ Браганса. Являлся составной частью муниципалитета  Алфандега-да-Фе. По старому административному делению входил в провинцию Траз-уж-Монтиш и Алту-Дору. Входил в экономико-статистический  субрегион Алту-Траз-уш-Монтеш, который входит в Северный регион. Население составляло 171 человек на 2001 год. Занимал площадь 20,46 км².
При реорганизации 2012-2013 годов был объединён с Говеей и Валверде.